# Neoharriotta
Neoharriotta is een geslacht uit de familie langneusdraakvissen (Rhinochimaeridae)
Het geslacht omvat drie soorten:
- Neoharriotta carri Bullis & Carpenter, 1966 – Bleke sikkelvindraakvis
- Neoharriotta pinnata (Schnakenbeck, 1931) – Sikkelvindraakvis
- Neoharriotta pumila Didier & Stehmann, 1996 – Dwergdraakvis